# Дім, в якому я живу
«Будинок, в якому я живу» — радянський художній фільм, знятий на Кіностудії ім. М. Горького в 1957 році режисерами Львом Куліджановим і Яковом Сегелем. Прем'єра фільму в СРСР відбулася 23 грудня 1957 року. Лідер радянського кінопрокату (1957 рік — 9-е місце) — 28,9 млн глядачів.

## Сюжет
1935 рік. У новий будинок на околиці Москви, у комунальну квартиру в'їжджають дві сім'ї — Давидови з трьома дітьми і молодята Ліда і Дмитро Каширін. Давидови — головні герої картини, навколо яких розгортається основна дія. Діти ростуть, і вони, і дорослі, що оточують їх, шукають своє місце в житті, шукають відповіді на питання, ким бути і якими бути, сваряться, миряться, будують відносини, руйнують їх. Через шість років мирне життя героїв підірвала війна, різко змінивши їх погляди на життя, ставлення один до одного, життєві цінності. Для когось з них війна стає фатальною смугою. Після перемоги герої фільму, які вижили після війни, починають нове життя…

## У ролях
- Володимир Землянікін —  Сергій
- Євген Матвєєв —  Костянтин
- Римма Шорохова —  Катя
- Микола Єлізаров —  Павло Давидов, батько Сергія, Костянтина і Каті
- Валентина Телегіна —  Клавдія Кіндратівна, мати Сергія, Костянтина і Каті
- Павло Шальнов —  Микола, чоловік Каті
- Михайло Ульянов —  Дмитро Федорович Каширін, геолог
- Нінель Мишкова —  Лідія Іванівна, дружина Дмитра
- Клавдія Єланська —  Ксенія Миколаївна, актриса
- Жанна Болотова —  Галя Волинська
- Клеопатра Альперова —  Олена Петрівна, мати Галі
- Лев Куліджанов —  Вадим Миколайович, батько Галі (єдина роль в кіно)
- Юрій Мясников —  Сергій в дитинстві
- Зоя Даниліна —  Галя в дитинстві
- Парасковія Постникова —  сусідка Волинських
- Людмила Смирнова —  листоноша
- Катерина Мазурова —  Серафима, домробітниця Ксенії Миколаївни
- Оля і Таня Малишеви —  Майка, дочка Каті і Колі
- Валентин Буров —  гість
- Лариса Жуковська —  гостя
- Віктор Степанов —  юнак
- Парасковія Постникова —  сусідка

Пісню композитора  Юрія Бірюкова на слова  Олексія Фатьянова «Тиша за Рогожською заставою» виконує Микола Рибников.

## Знімальна група
- Автори сценарію —  Йосип Ольшанський і  Ніна Руднєва
- Режисери-постановники —  Лев Куліджанов,  Яків Сегель
- Оператор —  В'ячеслав Шумський
- Режисер —  Клеопатра Альперова
- Художник —  Володимир Богомолов
- Другий оператор —  Володимир Чібісов
- Композитор —  Юрій Бірюков
- Звукооператор — Дмитро Белевич
- Художник по костюмах —  Катерина Александрова
- Монтаж — Лідія Родіонова
- Художник-гример —  Софія Фільонова
- Текст пісні —  Олексія Фатьянова
- Редактор фільму —  Віра Бірюкова
- Комбіновані зйомки: 
 оператор — К. Алексєєв 
 художник — С. Іванов
- Державний симфонічний оркестр Головного Управління по виробництву фільмів 
 диригент —  Григорій Гамбург
- Директор фільму — М. Петров